# Карабах (гостиница)
Гостиница «Карабах» (азерб. Qarabağ mehmanxanası), известная ранее как «Турист» — гостиница, некогда существовавшая в Баку (Азербайджан). Гостиница была расположена в наиболее высокой части бакинского амфитеатра и виднелась  со многих точек города.

## История
Здание гостиницы было построено в 1974 году. Архитекторами были В. Шульгин и Э. Мельхиседеков, конструкторами — К. Керимов и Г. Шамилов. Проект был составлен в институте Бакгипрогор. Гостиница была сдана в эксплуатацию в 1976 году.
В результате армяно-азербайджанского конфликта конца 80-х — начала 90-х гг., в гостинице поселилось 10 семей азербайджанских беженцев из Армении.
В 2004 году здание гостиницы было приобретено компанией «Угур 97», выселившей всех беженцев. Здание гостиницы было демонтировано вплоть до первого этажа, а впоследствии снос был приостановлен по неизвестным причинам, а двор превращён в платную стоянку, которая впоследствии также была ликвидирована. До недавнего времени руины здания гостиницы находились в аварийном состоянии.

## Архитектура

Южный фасад здания гостиницы

Здание гостиницы было построено на выступающем мысу второй террасы бакинского амфитеатра, известным как холм Бельвю. Расположенное на столбах десятиэтажное здание раскрывалось в южном направлении, в сторону города. Жилые помещения были расположены в основном корпусе гостиницы, а ресторан и группа бытового  обслуживания находились в отдельном здании. Пластический объем ресторанного зала как бы нависал над скалистым холмом, контрастируя с нижней террасой участка. На последнем этаже были размещены остекленные кафе и игровые площадки. Обращенные на юг все номера и холлы располагали лоджиями.
Центральный вестибюль гостиницы был обращён во двор. С целью увеличения свободного пространства на первом этаже, здесь была создана каркасно-рамная конструкция, а жилая часть была поднята на платформу. Перед главным входом в здание был расположен бассейн-градирня, считавшийся главным украшением участка гостиницы.
Архитектура фасадов гостиницы отличалась. Так, если обращенный к городу и морю южный фасад был образован лоджиями, которые были защищены от солнца железобетонной решеткой в форме шебеке, то обращённый на север фасад был прорезан узкими окнами, расположенными в шахматном порядке. Входная стена гостиницы была оформлена яркой мозаикой. В оформлении гостиницы принимали участие художники Октай Шихалиев и Гаджи Бала Раджабов. В оформлении бассейна перед зданием гостиницы особенно отличился Шихалиев, создавший элементы народного быта и национального искусства, что сделало весь объект более выразительным.